# Jean Weidt
Jean Weidt, eigentlich Hans Weidt, (* 7. Oktober 1904 in Hamburg; † 29. August 1988 in Rangsdorf) war ein deutscher Tänzer und Choreograf.

## Leben

### Anfänge in Hamburg
Weidt, geboren in Hamburg-Barmbek, wuchs in ärmlichen Verhältnissen auf und verließ mit sechzehn Jahren das Elternhaus, um seine Passion Tanz zu verwirklichen. Der Autodidakt arbeitete als Gärtner und als Kohlentrimmer im Hamburger Hafen, um Geld für den Aufbau seiner Tanzgruppen zu generieren. Von 1925 bis 1928 trat er mit seinen ersten Tanzgruppen unter anderem im Hamburger Curiohaus und an den Kammerspielen mit seinen Stücken Aufruf, Der Arbeiter und Tanz mit der roten Fahne auf. Erste Berühmtheit erhielt er an der Hamburgischen Staatsoper mit dem Stück Der Gaukler und das Klingelspiel und fand Beachtung von Gustaf Gründgens sowie von Klaus Mann und Mary Wigman.
Weidt verstand sich als politischer Tänzer. Im Oktober 1923 beteiligte er sich am Hamburger Aufstand und erkannte, nach eigener Aussage, dass er zu den Arbeitern gehörte, er wollte die Themen der Arbeiterklasse und für die Arbeiter tanzen. Es „ging und nicht so sehr um den Expressionismus oder ein anderes ästhetisches Programm, sondern in der Tendenz vertraten wir eine Art Agitprop-Kunst, also politische Propaganda, die aber genauso künstlerisch überzeugen musste. Unser Ziel war, für diesen bisher geschmähten Inhalt eine neue und ihm gemäße Form zu finden.“

### Erfolge in Berlin
Mit seiner Kompanie Die Roten Tänzer wechselte er 1929 nach Berlin und veranstaltete dort sozialkritische Tanzabende. Erwin Piscator, der Intendant des Berliner Renaissance-Theaters, engagierte Weidt und inszenierte ab 1931 mit ihm im Wallner-Theater unter anderem das Stück Tai Yang erwacht von Friedrich Wolf. Das Bühnenbild schuf der junge John Heartfield.
Die aktuelle Gefahr des stärker werdenden Faschismus erkennend, entschloss sich Weidt 1931, Mitglied der KPD zu werden. Es entwickelte sich eine enge Zusammenarbeit zur Truppe 31 um Gustav von Wangenheim, Ludwig Renn, Hans Rodenberg, John Heartfield und Arthur Pieck. Es entstanden sozialkritische Werke, wie Die Mausefalle, Passion eines Menschen, Die Ehe und andere mehr. Weidt war zentraler Protagonist des politischen Theaters der Weimarer Republik, denn seine Choreografien beschäftigten sich mit den Themen der Arbeiterklasse. Er warnte frühzeitig und immer wieder vor dem aufkeimenden Faschismus in Deutschland und Europa und schuf die Choreografie „Potsdam“. Die Tänzer treten mit übergroßen Masken, die Hitler und seine Helfershelfer symbolisieren, auf. Die Botschaft war eindeutig und die Gestapo wurde aktiv.
Unmittelbar nach der „Machtergreifung“ der Nazis wurde Weidt in Berlin verhaftet, sein Übungs- und Wohnraum im Prenzlauer Berg und fast alle Tanzmasken, bildhauerische Werke insbesondere des Künstlers Richard Steffen, wurden zerstört. Er saß mehrere Wochen im Gefängnis Charlottenburg ein, wurde misshandelt und geschlagen. Der Regisseur Karlheinz Martin konnte schließlich seine Freilassung erwirken.

### Emigration
Im Mai 1933 emigrierte er über Moskau nach Frankreich und arbeitete bis zum Ende des Zweiten Weltkrieges in Paris, Moskau und Prag. In Paris lernte er Jean Gabin, Maurice Chevalier, Pablo Picasso, dem er mehrmals als Aktmodell saß, und Josephine Baker kennen. Bekannt wurde er mit seiner 1933 gegründeten Gruppe Ballets Weidt, mit der er unter anderem die Choreografie Unter den Brücken von Paris, L’été aux champs und Sur la grande route schuf. Die Programmhefte für Weidt illustrierte unter anderem Jean Cocteau. Der junge Louis Armstrong bekam seine ersten Engagements in Frankreich von Jean Weidt und tourte mit Weidts Compagnie von 1933 bis 1936 durch Europa.
1938 gründete Weidt in Paris das Le Ballets 38. Bis zur Besetzung Frankreichs im Zweiten Weltkrieg galt er mit seiner Compagnie als die „unangefochtene Nummer 1“ (Quelle des Zitats: Andreas Weidt, sein Sohn) der modernen französischen Tanzszene. Jean Weidt spielte die Hauptrolle in dem französischen Kinoerfolg Der Zauberlehrling. Regie führte dabei der deutsche Regisseur Max Reichmann. In seinem tänzerischen Schaffen wurde er durch das französische Tanzpaar Dominique und Francoise Dupuy unterstützt. Die Dupuys traten mit Choreographien von Jean Weidt bis ins 21. Jahrhundert auf und waren auf Tourneen in ganz Europa unterwegs.
Nach der Besetzung Frankreichs und seiner zeitweiligen Internierung in Algerien, meldete sich Jean Weidt als Freiwilliger zur Britischen Armee und beteiligte sich aktiv am Kampf gegen den Faschismus.
1947 erhielt Jean Weidt in Kopenhagen den ersten Preis im zweiten „Internationalen Choreografischen Wettbewerb / Concours international de chorégraphie“ für seine Choreografie  Die Zelle / La Cellule.

### Rückkehr nach Berlin
Nach seiner Rückkehr aus der Emigration leitete er ab 1948 das neu gegründete Dramatische Ballett der Volksbühne Berlin. Nach Zwischenstationen in Schwerin, Hamburg und Chemnitz und der Erfindung der „Störtebeker Festspiele“ 1954 in Zusammenarbeit mit Hanns Eisler, berief ihn 1966 Prof. Walter Felsenstein an die Komische Oper Berlin. Dort baute der junge Choreograf Tom Schilling gerade eine Tanzcompagnie neuen Typus auf und nannte sie Tanztheater der Komischen Oper Berlin. Parallel dazu schuf Jean Weidt mit 40 jungen Laientänzern die Gruppe Junger Tänzer, die er bis zu seinem Tod 1988 leitete.
Noch im hohen Alter entwickelte Jean Weidt die Veranstaltungsreihe Stunde des Tanzes. Alle Spitzencompagnien der DDR nahmen daran teil. Es wurde die erfolgreichste Nachkriegsproduktion für Jean Weidt. 1988 schuf die deutsche Regisseurin Petra Weisenburger den Dokumentarfilm: Jean Weidt – Tanzen für ein besseres Leben.
Weidt war verheiratet mit der Malerin und Grafikerin Ursula Wendorff-Weidt. Aus dieser Ehe stammt Sohn Andreas. Jean Weidts Nachlass wird im Tanzarchiv Leipzig und im Deutschen Tanzarchiv Köln aufbewahrt. Jean Weidt wurde 1988 zum Ehrenbürger seines letzten Heimatortes Rangsdorf ernannt.

### Posthume Ehrungen
2005 ehrte die Stadt Hamburg Jean Weidt im Rahmen des Lakoon Festivals auf Kampnagel, Veranstaltungsort zeitgenössischer darstellender Kunst in einer ehemaligen Maschinenfabrik, mit der Aufführung zwei seiner Choreographien Vielles Gens, Vieux Fers und Ball der Entrechteten. Besonderes Verdienst kommt dabei dem kolumbianischen Künstler Alvaro Restrepo zu. Er gewann für diese Aufführung die Compagnie Dupuy aus Frankreich.
Anlässlich seines 20. Todestages widmeten die privaten Kuratoren Nina Rücker und Michael Wiedemann dem Leben und Schaffen Weidts die Ausstellung Bild und Bewegung (Schirmherr der Regierende Bürgermeister von Berlin Klaus Wowereit). Erstmals wurden aus dem Nachlass von Andreas Weidt sowohl Originalrequisiten, Masken und Plakate des Tänzers, der Originalfilm Der Zauberlehrling, sowie Aquarelle seiner Frau Ursula Wendorff-Weidt gezeigt. Die Wanderausstellung wurde von 2008 bis 2010 bundesweit gezeigt.
2010 war im Rahmen der Ausstellung Tanz der 1920er Jahre in Hamburg dem Tänzer und Choreografen ein Ausstellungskabinett gewidmet. Ausstellungsort war die Aula der Hochschule für Bildende Künste, Hamburg. Hier hatte Weidt als Aktmodell arbeitend seinen ersten Maskenbildner gefunden. (Das Kapitel "Landen und Stranden in der Publikation „Himmel auf Zeit. Die Kultur der zwanziger Jahre in Hamburg“ ist unter anderem der Hamburger Zeit des Tänzers gewidmet.) 
Vom 17. Oktober 2010 bis 30. Januar 2011 ehrte die GEDOK Brandenburg (Gemeinschaft der Künstlerinnen und Kunstförderer e. V.) im Heimatort Rangsdorf mit der Ausstellung „DIE WEIDTS“ erstmals die gesamte Künstlerfamilie: Jean Weidt (Tänzer und Choreograf), Ursula Wendorff-Weidt (Malerin und Grafikerin), Andreas Weidt (Keramiker) und Michael Weidt (Fotograf).
2013 beschäftigte sich Saša Asentic im Rahmen des TANZFONDS ERBE mit Jean Weidt im Rahmen des Projekts „Revolution won't be performed“.
2016 erinnerte Nele Lipp in Hamburg mit der Ausstellung Weidt tanzt! sowie der Neuinszenierung des 1947 mit dem Ersten Preis im von Rolf de Maré ausgelobten Concours International de la Danse in Stockholm ausgezeichneten Stück La Cellule / Die Zelle an den Sohn der Stadt. Zugleich wurden in einer Retrospektive im Hamburger Metropolis Kino die Filme Gesicht eines Tänzers von Lothar Grossmann (1974) und L`apprenti sorcier (Der Zauberlehrling, 1933) von Max Reichmann und Jean Cocteau gezeigt, in dem Weidt den Zauberlehrling tanzte.

## Darstellung in der  bildenden Kunst (Auswahl)
- Michael Radloff: Tänzer Jean Weidt II (Tafelbild, Öl; ausgestellt 1982/1983 auf der IX. Kunstausstellung der DDR)[4]
- Vera Singer: Der Tänzer J. W. (Tafelbild, Öl, 1979)[5]

## Filme
- 1933: Max Reichmann: Der Zauberlehrling. Kinofilm, Frankreich
- 1974: Lothar Grossmann: Gesicht eines Tänzers – Jean Weidt, Fernsehen der DDR
- 1981: Darf ich Petruschka zu dir sagen?
- 1988: Petra Weisenburger: Jean Weidt: Tanzen für ein besseres Leben. Dokumentarfilm, DFF/SWF Baden-Baden, Tape 208 Deutsches Tanzarchiv Köln.